# 所羅門 (伊利諾伊州)
所羅門（英語：Solomon）是位於美國伊利諾伊州德威特縣的一個非建制地區。該地的面積和人口皆未知。

## 地理
所羅門的座標為40°14′56″N 89°49′22″W / 40.24889°N 89.82278°W，而該地的平均海拔高度為238米（即781英尺）。